# Febo

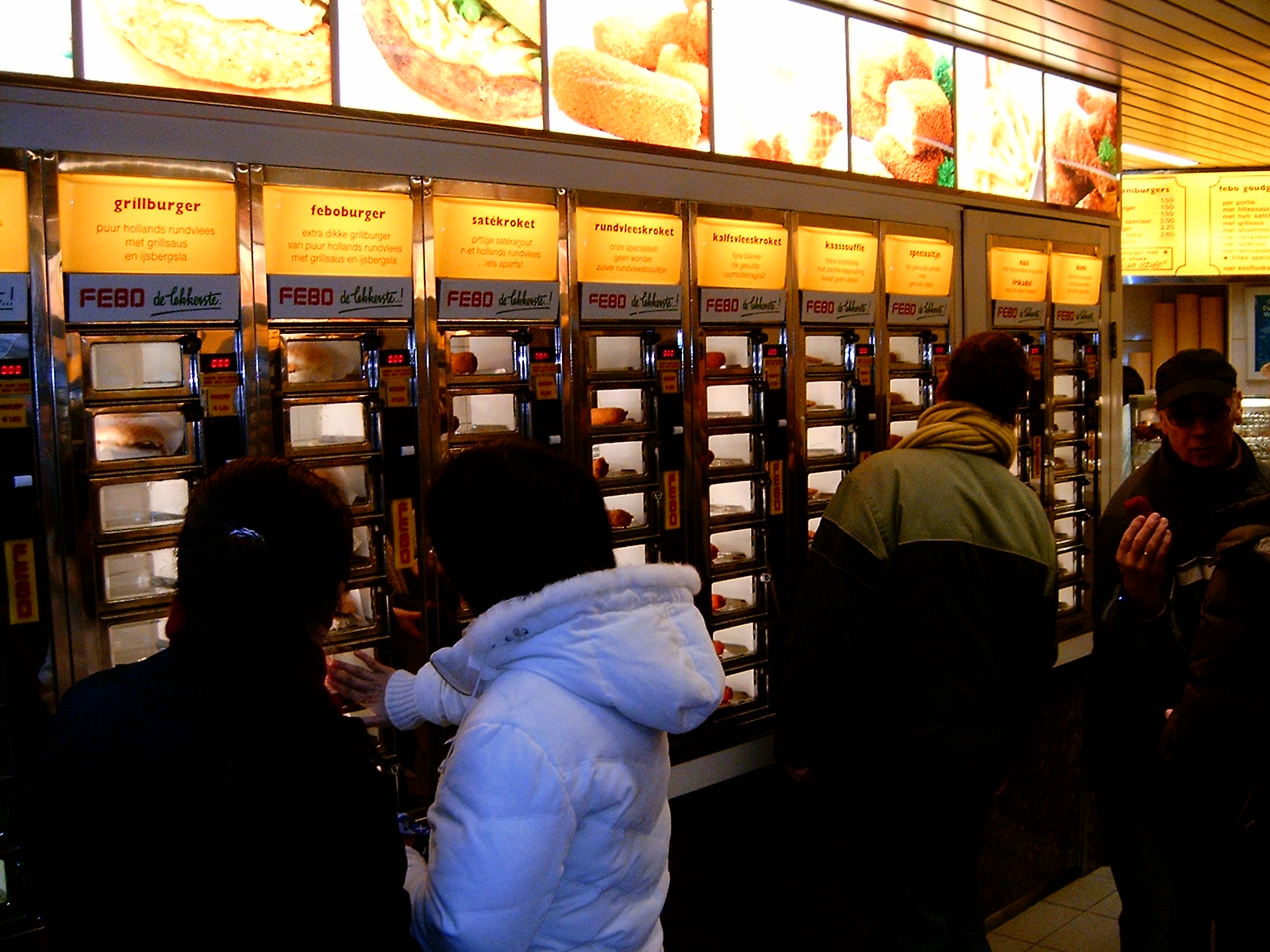
Automatenwand im Restaurant Nieuwendijk in Amsterdam

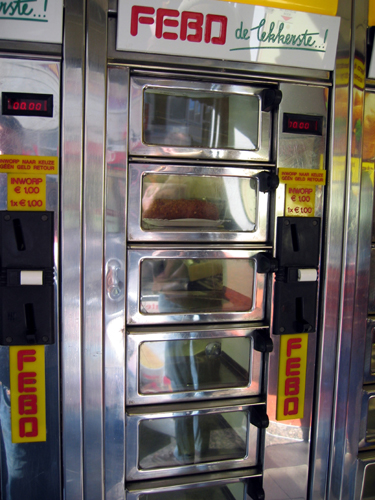
Febo-Verkaufsautomat

Febo Beheer B.V. ist eine Schnellrestaurantkette in den Niederlanden mit Automatenverkauf. Ihr Gründer begann einst mit Brot- und Konditorwaren.

## Geschichte
1941 wurde die Maison Febo (ursprünglich Bakkerij [Bäckerei] Febo) durch Johan Izaäk de Borst (1919–2008) gegründet. Was als eine Bäckerei begann, entwickelte sich zu einem Betrieb mit Snackautomaten (vgl. Automatenrestaurant) zum Verkauf selbst hergestellter Kroketten aus Rindfleisch. Um die Produktion der Kroketten zu steigern, ließ de Borst moderne Großküchen bauen. In der Folge konnte er über Amsterdam hinaus landesweit Filialen errichten. Es entstanden Niederlassungen in Purmerend, Hoorn und Hoofddorp. Borst weitete die Produktion weiter aus und ließ in Amsterdam-Noord eine weitere Fabrik bauen, in der bis heute neben Fleischkroketten auch andere Snacks, wie Käsesoufflés, Bami-Kroketten und Rindfleischkroketten, Frikandel oder mehrere Variationen Hamburger hergestellt werden. 1976 wurde der Grillburger entwickelt, der in verschiedenen Varianten erhältlich ist. Seit Anfang 2018 bietet Febo auch vegetarische Varianten seiner Produkte an, so gibt es den Grillburger auch in vegetarischer Ausführung oder das Vitaaltje als fleischlose Version der Krokette. Im Jahr 1990 übernahm de Borsts Sohn Hans das Unternehmen, 2006 gefolgt von Enkel Dennis de Borst; Der Gründer Johan de Borst starb am 8. Mai 2008.

## Organisation
Febo ist eine Franchiseorganisation. 2009 zählte sie 68 Filialen, davon 54 auf Franchisebasis. Im Juli 2007 wurde in Amsterdam Noord, in der Nähe des Coentunnels, ein neues Febo-Produktionszentrum eröffnet, um Produktion, Kühlung und Auslieferung der Produkte weiter zu optimieren. Inzwischen gibt es mehr als 70 Filialen. Febo bezieht das Fleisch ausschließlich aus einem Großbetrieb im benachbarten Almere, der Kouwenhoven Vlees BV. Im Jahr 2014 erzielte Febo einen Umsatz von 42 Millionen US-Dollar.
Der niederländische Markt der Automatenrestaurants wird neben Febo noch von Smullers beschickt, welcher über die Hälfte der Niederlassungen verfügt. Febo gilt deshalb als das bekannteste Automatenunternehmen des Landes.

## Konzept
Das Aussehen der Restaurant ist landesweit  vereinheitlicht: Leuchtreklame in Rot, Grün und Gelb; ein heller Fußboden, und eine ebensolche Holzverkleidung am Tresen; an den Wänden hängen Bilder von Softeis und Milchshakes. Die Automaten besitzen zwölf Spalten in acht Reihen mit temperierten Fächern, in denen die Snacks liegen. Eine Klappe aus Glas lässt sich nach Münzeinwurf öffnen. Auf der Rückseite befindet sich die Küche. Laut Angaben des Unternehmens werden die in den Automaten angebotenen Speisen maximal 30 Minuten im Automaten gelagert und bei Nichtverkauf weggeworfen.

## Trivia
Der Name Febo ist abgeleitet von der Ferdinand Bolstraat im Amsterdamer Stadtviertel de Pijp, wo de Borst sein Bäckerhandwerk erlernte (Ferdinand Bol (1616–1680) war ein niederländischer Maler). Im Unterschied zu einer gängigen Behauptung befand sich die erste Filiale nicht in der Ferdinand Bolstraat, sondern am Karperweg (Nebenstraße des Amstelveense Weg). Der Febo-Standort in der Ferdinand Bolstraat kam erst 1993 dazu.
2008 konnten in den Automaten von Febo am Amsterdamer Johan Cruijff Boulevard auch Prepaid-Handys mit 10 Euro Startguthaben erworben werden.